# Gazsó Alida Dóra
Gazsó Alida Dóra (Budapest, 2000. április 18. –) olimpiai ezüstérmes, világ- és Európa-bajnok magyar kajakozó.

## Sportpályafutása
A 2015-ös ifjúsági vb-n K4 500 méteren (Racskó Fruzsina, Jenei Virág, Sólyom Dóra) hatodik lett. 2016-ban a Minszkben megrendezett ifjúsági világbajnokságon kajak-kettes (Racskó) és négyes (Racskó, Pupp Noémi, Homonnai Luca) versenyszámban is 500 méteren aranyérmet szerzett. A 2017-es ifi Eb-n K1 500 méteren hetedik volt. Piteștiben az ifjúsági vb-n újra aranyérmet szerzett egyéniben 500 méteren. 2018-ban Plovdivban K1 200 és K4 500 méteren is a dobogó legmagasabb fokára állhatott. A 2019-es szegedi világbajnokságon a női kajaknégyessel 500 méteren világbajnoki címet szerzett. A 2021-es Eb-n, majd a vb-n is K1 1000 méteren aranyérmes volt. A vb-n K4 500 méteren a beteg Bodonyi Dóra helyett ülhetett hajóba és ezüstérmet szerzett. Az olimpiai csapatba nem került be. Az U23-as Eb-n K1 500 méteren lett első. Az U23-as világbajnokságon K1 500 méteren első lett
A 2022-es világbajnokságon K4 500 méteren (Fojt Sára, Pupp, Kőhalmi Emese) és K2 vegyes 500 méteren (Kurucz Levente) is hatodik volt. Az Európa-bajnokságon K4 500 méteren (Kiss Blanka, Lucz Anna, Csikós Zsóka) bronzérmes volt. Októberben a Bp. Honvéd versenyzője lett.
A 2024. évi nyári olimpián a női kajaknégyessel 500 méteren (Pupp, Gazsó, Fojt) bronzérmet szerzett, majd egy nappal később K2 500 méteren Csipes Tamarával lett ezüstérmes az új-zélandi Lisa Carrington-Alicia Hoskin páros mögött célba érve.

## Díjai, elismerései
- Az év KSI-s utánpótlás sportolója (2016)[16]
- Az év utánpótlás sportolója (kiscsapat kategória) (2016)[17]
- Az év utánpótlás sportolója, harmadik helyezett (2017)[18]
- Az év magyar csapata (egyéni sportág kategória), második helyezett (2019)
- A Magyar Érdemrend lovagkeresztje (2024)[19]